# Diego Serrano
Diego Serrano (nasceu em 5 de fevereiro de 1973 em Quito, Equador) é um ator equatoriano.

## Carreira
Ele apareceu como Diego Guittierez na série The Young and the Restless (2001-2002) e como Tomas Rivera na soap opera Another World (1993-1997). Em 2000, ele estrelou junto com a Jennifer Love Hewitt na série da Fox, "Time Of Your Life". Ele também apareceu no filme de 2005 chamado The Mostly Unfabulous Social Life of Ethan Green atuando como Kyle Underhill, um jogador de baseball profissional que virou gay e ele escreve sua autobiografia. Serrano também atuou no filme The Ode (2008) baseado na novela Ode to Lata de Ghalib Shiraz Dhalla. Ele também estrelou com Rosie Perez, Marianne Jean-Baptiste, e Patti Lupone como "Eddie Diaz" em The 24 Hour Woman. Ele está em um longo relacionamento com a atriz Cote de Pablo.